# Корчо войвода
Корчо войвода е легендарен български хайдутин от края на XVIII – началото на XIX век, възпят в народния епос.

## Биография
Корчо е роден в струмишкото село Сарай. Работи като овчар с баща си при струмишкия бей. След като бея затваря баща му, Корчо излиза хайдутин и с четата си напада Струмица и освобождава баща си. Според легендарни сведения от народните песни Корчо подкрепя Осман Пазвантоглу срещу централната власт в Цариград, както и участва в сръбското въстание и в гръцкото освободително движение.